# Concha Márquez Piquer
María de la Concepción Márquez Piquer (Buenos Aires, 31 de desembre de 1945-Madrid, 18 d’octubre de 2021) va ser una cantant espanyola.

## Biografia
Filla del torero Antonio Márquez (1899-1988) (sobrenomenat Belmonte Rubio i Torero de Cristal), natural de Minas de Riotinto, i de la cèlebre cançonetista valenciana Concha Piquer, va ser apadrinada per la llavors primera dama argentina Eva Perón. Des de molt jove va decidir seguir els passos artístics de la seva mare i dedicar-se al món de la cançó. En els anys 50 va estudiar al Col·legi que les Mares Concepcionistes tenien al carrer de la Princesa, a Madrid, i va intervenir als festivals nadalencs del Col·legi. Comença els seus estudis de francès a Lausana, i posteriorment a la School of Drama de Londres, ciutat on va obtenir el batxillerat en anglès. Més tard estudia ballet amb Conchita Huarte i cant al costat del mestre Juan Solano. A l'octubre de 1962, amb 16 anys es va casar amb el matador Curro Romero de qui es divorcia en 1982. Debuta als 24 anys en una Gala Benèfica al Teatro Calderón de Madrid. Un any després, el 21 de juny de 1970, feia la seva presentació oficial en una altra gala, en aquest cas en el Teatre de la Zarzuela, amb un recital de 20 cançons i acompanyada d'una orquestra de 35 professors.
L'èxit és fulminant i immediatament és contractada per la companyia discogràfica Columbia amb la qual grava diversos discos.
A l'any següent, 1971, vol presentar-se també com a actriu i per a això tria un llibre sobre La Bella Otero, escrit per l'autor Joaquín Calvo Sotelo, el seu títol: Un millón de rosas.Es tracta d'una comèdia musical, amb la qual es presenta en el Teatro Maravillas de Madrid, romanent en cartell més de sis mesos.
Participa en el concurs Pasaporte a Dublín (1970), a través del que es va triar representant de TVE en el Festival d'Eurovisió per a 1971.
De 1971 a 1974 realitza diverses gires per Espanya, presentant-se cada any en Madrid a les sales Florida Park, Pavillon, Cleofás, etc...
En 1975 es presenta de nou a Madrid, al Teatro Barcelo amb la comèdia musical Aplauso, que en el seu moment va ser protagonitzada a Broadway per Lauren Bacall.
En 1976 la rep Mèxic, contractada per la Sala "El Patio", on roman al llarg de sis setmanes, presentant-se cada setmana a Televisa, Canal 2, dins del programa que presenta Raúl Velasco, Siempre En Domingo.
En 1977 és seleccionada per a representar a Espanya al Festival de Bulgària, en el qual participen 26 països i on competeix amb cantants de renom internacional, entre ells Shirley Bassey i Albano. Resulta guanyadora amb la cançó "Conjura" que des de llavors porta incorporada al seu repertori.
Durant les següents quatre dècades ha centrat la seva trajectòria, essencialment en l'àmbit de la cobla, amb una extensa discografia, encara que la seva popularitat sempre s'ha vist aombrada per la fama de la seva mare.

## Vida personal
Quant a la seva vida personal, es va casar a l'església de San Jerónimo el Real de Madrid, el 26 d’octubre de 1962, amb qui va tenir dues filles, Concha i Coral, aquesta última tràgicament morta al novembre de 1986 en accident d'automòbil als Estats Units, als dinou anys. Després de separar-se del torero en 1979, va obtenir el divorci al maig de 1982, i va contreure matrimoni civil, aquest mateix any amb l'actor Ramiro Oliveros, pare de la seva filla petita, Iris Amor, nascuda en 1988.
Va morir el 18 d'octubre de 2021 a l'Hospital Quirón de Madrid a causa d'una pneumònia. És sebollida al Cementiri de San Isidro, al costat de les restes de la seva filla i dels seus pares.

## Treballs publicats
- Sabores: las recetas de mi vida (2001). ISBN 9788427027657
- Concha Piquer: así era mi madre (2015). ISBN 9788494475320[10]
- Memorias de Concha Márquez Piquer: yo misma (2017). ISBN 9788494654831[11]